# Christian Bekamenga
Christian Bekamenga (Yaoundé, 9 de maio de 1986) é um futebolista profissional camaronês, atacante, milita no Balıkesirspor.

## Carreira
Começou a carreira no futebol malaio, atuou pelo FC Nantes, se transferiu em 2010, para o futebol grego.
Elerepresentou a Seleção Camaronesa de Futebol, nas Olimpíadas de 2008.